# 南阿古桑省
南阿古桑省，菲律賓華人称南亞虞山省，位于菲律宾棉兰老岛东北部，是卡拉加区的一个内陆省，成立于1967年，人口约55万（2000年），首府布示備黎叻（Municipality of Prosperidad，普罗斯佩里达鎮）。